# Praealticus tanegasimae
Praealticus tanegasimae är en fiskart som först beskrevs av Jordan och Starks, 1906.  Praealticus tanegasimae ingår i släktet Praealticus och familjen Blenniidae. Inga underarter finns listade i Catalogue of Life.